# Petermann-Insel
Die Petermann-Insel ist eine unbewohnte Insel in der Antarktis. Sie liegt im Wilhelm-Archipel, südlich des Palmer-Archipels und nördlich der Argentinischen Inseln rund 1600 Meter vor der Graham-Küste der Antarktischen Halbinsel. Die Insel wurde im Januar 1874 vom deutschen Walfänger Eduard Dallmann entdeckt und nach dem Geographen August Petermann (1822–1878) benannt.
Die höchste Erhebung der etwa 1,5 km langen Insel erreicht 150 m. Nach anderer Angabe ist die höchste Erhebung der Insel, der Clayton Hill, zwischen 125 m und 135 m hoch. Die nicht vollständig vergletscherte Insel wird im nordwestlichen Teil von einer kleinen Eiskappe überzogen. Die Petermann-Insel befindet sich am südlichen Ende des engen, von hohen, scharfen Klippen gesäumten, landschaftlich reizvollen Lemaire-Kanals. Sie ist der südlichste Punkt vieler Kreuzfahrten in die Antarktis.
Auf der Insel befinden sich Brutkolonien von Esels- und Adeliepinguinen. 2010/11 wurde außerdem ein Brutpaar des Zügelpinguins beobachtet. Weiterhin brüten hier Antarktis-Skuas, Buntfuß-Sturmschwalben, Weißgesicht-Scheidenschnäbel und Blauaugenscharben. Die gesamte Insel wird darum von BirdLife International als Important Bird Area (AQ089) ausgewiesen. An Robben gibt es Seeleoparden und Krabbenfresser. Die Vegetation ist kärglich und besteht aus Moosen und Flechten. Schneealgen sind oft weit verbreitet und geben den Schneefeldern eine rosafarbene Tönung.
Jean-Baptiste Charcot überwinterte vom 3. Februar 1909 bis zum 26. November 1909 mit seinem Schiff Pourquoi-Pas ? auf der Petermann-Insel in einer kleinen Bucht, die er, weil sie am 1. Januar 1909, dem Tag der Beschneidung Christi, gefunden wurde, Port Circumcision nannte. Auf dem Megalestris Hill gegenüber dem alten Ankerplatz der Pourquoi Pas? erinnern ein Steinmann und die Kopie einer historischen Plakette an die Charcot-Expedition. Beide stehen als Historische Stätte und Denkmal unter dem Schutz des Antarktisvertrags. Auf der Petermann-Insel gibt es eine argentinische Schutzhütte aus den 1950er Jahren, die von der Besatzung der ukrainischen Forschungsstation Wernadski auf der Galíndez-Insel instand gehalten wird. Ein Kreuz erinnert an drei Männer der britischen Faraday-Station, die im Winter 1982 beim Rückmarsch von einer Klettertour ums Leben kamen.